# Viking (album)
Viking is het tweede en laatste studioalbum van de Amerikaanse punkband Lars Frederiksen and the Bastards.

## Nummers
1. "Bastards"
2. "Skins, Punx and Drunx"
3. "Fight"
4. "1%"
5. "Switchblade" (feat. Skinhead Rob)
6. "Marie Marie"
7. "Little Rude Girl"
8. "Maggots"
9. "Mainlining Murder"
10. "For You"
11. "My Life to Live" (feat. Tim Armstrong)
12. "The Kids Are Quiet on Sharmon Palms"
13. "Blind Ambition"
14. "Gods of War"
15. "Streetwise Professor"
16. "The Viking"